# جيمس تومسون (كاتب)
جيمس تومسون (بالفنلندية: James Thompson)‏ هو كاتب فنلندي، ولد في 16 أكتوبر 1964 في كنتاكي في الولايات المتحدة، وتوفي في 2 أغسطس 2014 في لاهتي في فنلندا بسبب غرق.